# Days of Thunder (videojuego de 2011)
Days of Thunder (conocido como Days of Thunder: NASCAR Edition en PlayStation 3 y Days of Thunder: Arcade en Xbox 360) es un videojuego de stock car racing producido por Paramount Digital Entertainment y desarrollado por Piranha Games para PlayStation 3 y Xbox 360. Fue lanzado en febrero de 2011 y es un spin-off de la película de 1990 Days of Thunder en la que el jugador es un conductor novato entrenado por Rowdy Burns, el antagonista de la película. El juego recibió muy pocos comentarios críticos; aquellos que revisaron el juego tuvieron comentarios generalmente negativos. Los revisores sintieron que los autos se manejaban de manera poco realista, pero un crítico señaló que algunos problemas podrían solucionarse con un parche.

## Jugabilidad
La versión del juego para PlayStation 3 incluye 12 pistas autorizadas por NASCAR, entre ellas Daytona International Speedway y Talladega Superspeedway, y más de 12 selectas NASCAR Sprint Cup conductores, incluidos Denny Hamlin, Ryan Newman y Tony Stewart. Todas las versiones cuentan con los personajes de Days of Thunder Cole Trickle, Rowdy Burns y Russ Wheeler. La versión de Xbox 360 no incluye la marca ni los pilotos de NASCAR, pero aún incluye pilotos ficticios de la película.
Ambas versiones cuentan con una temporada para un jugador y soporte multijugador para hasta doce jugadores. Days of Thunder tiene cuatro modos de juego diferentes: Carrera Rápida, Contrarreloj, Carrera, con circuitos de diferente dificultad, y Modo Derby, donde se anima a los jugadores a causar el mayor daño posible. Hay tres tipos básicos de vehículos disponibles en el juego: los aceleradores son coches más ligeros con mayor velocidad pero más susceptibles a sufrir daños; Los intimidadores son más pesados y más capaces de soportar daños, pero tienen una velocidad máxima más baja; y los reguladores tienen un peso medio, una velocidad máxima media y una resistencia media a los daños.
Se pueden obtener patrocinios con equipos de carreras jugando y completando desafíos. Cuando se gana un patrocinador, se desbloquea una nueva pintura librea para que el jugador pueda personalizar su stock car. Los jugadores pueden tener hasta cinco autos diferentes guardados, y cada auto puede presentar un esquema de pintura y patrocinio diferente. Los beneficios del patrocinio son sólo cosméticos. Matthew Newman, productor de Piranha Games, declaró que el juego "no es una simulación de carreras, elegimos permitir que el jugador desbloquee todos los patrocinadores y compita con el patrocinador que elija en un jugador y en multijugador".

## Desarrollo
En 2010 se anunció una adaptación a videojuego de la película de 1990, primero como "NASCAR Edition" para PlayStation 3 en junio y luego como versión "Arcade" para Xbox 360 en octubre. En una entrevista con el productor Jeff Dickson, se reveló la historia detrás del juego. El juego fue creado para celebrar el 20º aniversario de la película Days of Thunder. La NASCAR Edition pretende ser una unión de NASCAR y la película, y presenta a los conductores de la película, así como a los conductores de NASCAR del pasado y del presente (Hendrick Motorsports participó activamente en la película durante 1989 y filmaciones de 1990, proporcionando automóviles y soporte técnico; además la historia de la película se basó en un ex conductor de Hendrick). Ambas versiones del juego fueron diseñadas con una jugabilidad basada en arcade. Durante el desarrollo de los avances, los conductores ficticios tenían libreas que coincidían con Paramount Pictures y Days of Thunder, así como otras películas de Paramount Pictures como Top Gun, Transformers  y Iron Man 2. En el momento del lanzamiento, solo quedaban Days of Thunder, Paramount Pictures y otras libreas/patrocinadores de carreras ficticias. Michael Rooker volvió a darle voz al personaje Rowdy Burns en el juego.
Cuando se le preguntó por qué el juego no sería una simulación, Dickson respondió: "Bueno, queríamos mantenernos alejados de eso porque los juegos que existen que lo hacen lo hacen bien". El desarrollador Piranha Games quería asegurarse de que los jugadores pasaran la mayor parte de su tiempo en la pista, por lo que, aparte de las modificaciones visuales, la capacidad de personalizar los autos es limitada, como dijo Dickson: "No queremos que pases mucho tiempo fuera del juego, te queremos en la pista". Los conductores de IA en el juego fueron diseñados para adaptarse al estilo de carrera típico del jugador, en el que Dickson comentó: "Si eres un conductor agresivo, ellos conducirán agresivamente contra ti".  Se incluyó una versión comercial de la versión de PlayStation 3 con el Blu-ray de la película homónima, lanzada el 7 de junio de 2011. Se planearon versiones de Mac OS X y Microsoft Windows, pero finalmente se cancelaron.

## Recepción
Days of Thunder recibió muy poca recepción crítica, con solo una reseña publicada para la versión "NASCAR Edition" de PlayStation 3 y muy pocas publicadas para la versión "Arcade" de Xbox 360. De las reseñas publicadas, los críticos dieron críticas generalmente negativas. La puntuación del sencillo GameRankings de la versión de PlayStation 3 proviene del crítico de PSNStores, que le dio al juego un 3/5. El crítico dio altas calificaciones por la inclusión de conductores de NASCAR del mundo real en la versión de PlayStation 3, pero se mostró decepcionado por la falta de personalización. Se informaron dos puntuaciones en GameRankings para la versión Xbox 360, de las ediciones de Estados Unidos y Reino Unido de Official Xbox Magazine. Puntuaron el partido con un 3/10 y un 2/10, respectivamente.
Scott Ellison de Saving Content criticó la versión del juego para PlayStation 3. Dijo que "en pocas palabras, no compres este juego". Steve Melton de XBLA Fans estuvo de acuerdo. Sintió que con una actualización del título el juego podría mejorar, pero se sentía "como si fuera un trabajo por contrato". La física del vehículo y el manejo fueron puntos particularmente negativos. Ellison dijo que "los coches se sienten como si no tuvieran ningún peso". Melton estuvo de acuerdo y añadió que el manejo era demasiado sensible: "Estornuda y el coche se estrellará contra la pared". Melton admitió que la dirección se podía ajustar en las opciones del juego, pero que la configuración predeterminada disuadiría a la mayoría de los jugadores de siquiera mirar allí. En la edición de mayo de 2011 de Revista oficial de Xbox, el juego también recibió una recepción extremadamente pobre. El crítico dijo "hazte un favor: mantente lo más lejos posible de este naufragio".